# Alestidae
Famille
Synonymes
- Alestiidae[1]

Les Alestidae (anciennement orthographié Alestiidae), communément appelés Tétras africains ou Alestidés, sont une famille de poissons d'eau douce de l'ordre des Characiformes. Toutes ces espèces sont endémiques d'Afrique.
Les espèces les plus connues de cette famille sont le Tétra du Congo (du genre Phenacogrammus) et le Poisson tigre goliath (du genre Hydrocynus).

## Systématique
Pour le WoRMS, l'auteur de cette famille est Theodore Dru Alison Cockerell en 1910. Toutefois, dans sa publication originale, il n'est fait mention ni du terme Alestidae ni celui des Alestiidae. En revanche il considère que le groupe initial nommé « Alestes » devrait être scindé en trois tribus : Sarcodacini, Alestini, Hydrocyonini. Avec pour genres types respectivement Sarcodace, Alestes et Hydrocyon.
Pour d'autres sources, l'auteur serait Tyson R. Roberts (d) en 1969, voire Henry Weed Fowler en 1958.

## Liste des genres
Selon World Register of Marine Species (27 juillet 2020) :
- genre Alestes Müller & Troschel, 1844
- genre Alestopetersius Hoedeman, 1951
- genre Arnoldichthys Myers, 1926
- genre Bathyaethiops Fowler, 1949
- genre Brachypetersius Hoedeman, 1956
- genre Brycinus Valenciennes, 1850
- genre Bryconaethiops Günther, 1873
- genre Bryconalestes Hoedeman, 1951
- genre Clupeocharax Pellegrin, 1926
- genre Duboisialestes Poll, 1967
- genre Hemigrammopetersius Pellegrin, 1926
- genre Hydrocynus Cuvier, 1816  - dont le Poisson tigre goliath (Hydrocynus goliath)
- genre Ladigesia Géry, 1968
- genre Lepidarchus Roberts, 1966
- genre Micralestes Boulenger, 1899
- genre Nannopetersius Hoedeman, 1956
- genre Petersius Hilgendorf, 1894
- genre Phenacogrammus Eigenmann in Eigenmann & Ogle, 1907 - dont le Tétra du Congo (Phenacogrammus interruptus)
- genre Rhabdalestes Hoedeman, 1951
- genre Tricuspidalestes Poll, 1967
- genre Virilia Roberts, 1967

## Publication originale
- (en) T. D. A. Cockerell, « The scales of the African characinid fishes, with two plates », Smithsonian Miscellaneous Collections, vol. 56, no 1929,‎ 1910, p. 1-10 (ISSN 0096-8749, OCLC 1376204, lire en ligne).